# 古河聰
古河 聰（ふるかわ さとし、1967年7月2日 - ）は、日本の俳優、演出家、元子役。株式会社Ask代表。本名は古川 聰、旧芸名は古川 聡（いずれも読み同じ）。
東京都出身。吉本興業に所属していた。

## 人物
子役として『宇宙鉄人キョーダイン』（1976年、MBS）などのテレビドラマ、CMに多数出演。のちに「古河 聡」の芸名で活動していた。
1983年、シングル「気どったつもりでふられて野郎 C/W　夢のつづき」（CBS・ソニー（現：ソニー・ミュージックエンタテインメント））でレコードデビュー。
2006年、「演劇カンパニー曲者」を旗揚げ。
2009年発売の「石ノ森章太郎 生誕70周年記念 宇宙鉄人キョーダイン MUSIC COLLECTION」（日本コロムビア） の対談（解説書に収録）に共演者の夏夕介、堀江美都子と共に登場した。

## 出演作品

### テレビドラマ
- アクマイザー3 （1975年、NET / 東映） - ノッペラーJrの声
  - 第24話「なぜだ?! 親馬鹿ノッペラー」
  - 第37話「なぜだ?! アクマ族総攻撃！」
  - 第38話「なぜだ?! 明日へのカプセル」
- 宇宙鉄人キョーダイン（1976年 - 1977年、毎日放送 / 東映） - 葉山健治
- NHK少年ドラマシリーズ「快傑黒頭巾」第1 - 3話（1976年、NHK）
- 大江戸捜査網 第3シリーズ 第110話「殺し屋雨に散る」（1977年、東京12チャンネル）
- 怪人二十面相 第17話「大変だ! ヒメが恋しちゃったぞ」（1977年、フジテレビ / 大映テレビ）
- ロボット110番 第5話「奇跡を呼ぶ借金とり」（1977年、テレビ朝日 / 東映） - 村岡タケシ
- がんばれ!レッドビッキーズ（1978年、テレビ朝日 / 東映） - 島田剛
- 達磨大助事件帳 第23話「地獄への落し穴」（1978年、テレビ朝日/ 国際放映）
- スパイダーマン 第35話「秘境アマゾンから来たミイラ美女」（1979年、東京12チャンネル / 東映） - 寺田新一
- おやこ刑事 第2話「美女は殺人者を連れていた」（1979年、東京12チャンネル / 東宝）
- 半七捕物帳 第22話「お照の父」（1979年、テレビ朝日/ 歌舞伎座テレビ）
- われら行動派!（1979年、フジテレビ / 東宝） - 芹川進
- 愛LOVEナッキー（1980年、TBS / 東宝） - 森下圭一
- 3年B組貫八先生（1982年 - 1983年、TBS） - 須藤守
- 胸キュン探偵団 第1話「セーラー服探偵団誕生!」（1983年、TBS / 東映）
- 怪人二十面相と少年探偵団（関西テレビ / 宝塚映像） - 小林芳雄
  - 怪人二十面相と少年探偵団（1983年 - 1984年）
  - 怪人二十面相と少年探偵団II（1984年）
- 水曜ドラマスペシャル 「おかあさん〜たぬき屋の人々」（1985年、TBS / KANOX）
- 月曜ドラマランド 藤子不二雄の夢カメラ 第1話「不思議少女・サヨコ」（1986年、フジテレビ / KANOX） - 浩太
- 毎度おさわがせします（TBS / 木下プロダクション）
  - 第2シリーズ 第16話「羽ばたけポコチン」（1986年）
  - 第3シリーズ 第10話「夢一瞬」（1987年）
- 夏・体験物語 パート2（1986年、TBS / 木下プロダクション） - 野々木進
- 恋に恋して恋きぶん（1987年、TBS / 木下プロダクション） - 明夫
- ヤングシナリオ大賞スペシャル「パンダ、誘拐される」（1987年、フジテレビ）
- 隠密・奥の細道 第12話「歴史サスペンス 隠密・奥の細道」（1988年、テレビ東京 / Gカンパニー）
- 電脳警察サイバーコップ 第29話「上杉暗殺! いそげコップ」（1989年、日本テレビ / 東宝） - 長谷川和夫
- 雪のいしぶみ（1989年制作、宝塚映像）
- 東京ストーリーズ 第5話「恋の一時間は孤独の千年」（1989年、フジテレビ / アベクカンパニー）
- ウルトラマンティガ 第48話「月からの逃亡者」（1997年、毎日放送 / 円谷プロ） - キシナガ副隊長（月面基地ガロワ）

### 映画
- 胸さわぎの放課後（1982年、東映） - 木村義男
- 走れ! ケッタマシン ウエディング狂騒曲（2002年、ふるきゃらシネマ）
- ヘヴンズ・ドア 殺人症候群（2003年、MIRAI）

### ビデオ
- 喧嘩組 血染めの代紋（1998年）
- 新ワニ分署（1998年、アネック、グルーヴコーポレーション）

### シングル
- 気どったつもりでふられて野郎 C/W　夢のつづき（1983年、CBS・ソニー）
- 強がり欲しがり淋しがり C/W　可愛いあっぷるgirl（1983年、CBS・ソニー）

## 演出作品
- 緋色の欠片 〜運命の守護者〜
  - 東京公演（2008年、池袋シアターグリーン）
  - 大阪公演（2009年、ABCホール）
  - 緋色の欠片 番外編 守護者とチャラチャラBOYSの爆笑トークライブ（2009年）
- タクミくんシリーズ「そして春風にささやいて」（2009年、築地ブディストホール）
- ロイヤルホ☆ト（2010年、築地ブディストホール）
- ロイヤルホ☆ト2011（2011年、六行会ホール）
- 劇団TEAM-ODAC×演劇カンパニー曲者コラボレーション企画公演「オレンジノート」（2011年）
- どんでん（2012年、シアターサンモール）
- 夏のバッキャロー!! 〜岡田酒造編〜（2012年、シアターサンモール）
- BANANA FISH（2012年、品川・六行会ホール）
- 冬のバッキャロー!! 〜岡田酒造編〜（2013年、笹塚ファクトリー）
- WORLD（2013年、シアター1010）
- 海のバッキャロー!! 〜まごころ食堂編〜（2014年、シアターグリーンBOX in BOX THEATER）
- 殺し屋にくびったけ（2014年、笹塚ファクトリー）
- 風のバッキャロー!! 〜まごころ食堂編〜（2014年、シアターグリーンBOX in BOX THEATER）
- 島のバッキャロー!! 〜まごころ食堂編〜（2014年、シアターグリーンBOX in BOX THEATER）
- 雲のバッキャロー!! 〜大倉旅館編〜（2014年、シアターグリーンBOX in BOX THEATER）
- 殺し屋にくびったけ〜氷室浩介を救出せよ〜（2015年、笹塚ファクトリー）
- 虹のバッキャロー!! 〜大倉旅館編〜（2015年、シアターグリーンBOX in BOX THEATER）
- 空のバッキャロー!! 〜大倉旅館編〜（2016年、シアターグリーンBOX in BOX THEATER）
- WORLD〜beyond the destiny〜（2016年、全労済ホール／スペース・ゼロ）
- キャンプファイアー（2016年、シアターグリーンBOX in BOX THEATER）
- 凪のバッキャロー!! 〜瑞島・軍艦島編〜（2017年、シアターグリーンBOX in BOX THEATER）
- 幻想奇譚 白蛇伝（2017年、紀伊國屋サザンシアター TAKASHIMAYA）
- 潮のバッキャロー!! 〜瑞島・軍艦島編〜（2017年、シアターグリーンBOX in BOX THEATER）
- 月のバッキャロー!! 〜瑞島・軍艦島編〜（2017年、シアターグリーンBOX in BOX THEATER）